# Ware Kerk
De Ware Kerk is in ruime zin de gemeenschap van alle ware gelovigen in Christus. Deze definitie is afkomstig uit de kerken van de Reformatie. De calvinistische Nederlandse geloofsbelijdenis kan echter zo geïnterpreteerd worden dat ook concrete kerkgenootschappen worden onderscheiden in 'ware' en 'valse' kerken (artikel 29). Met name de Gereformeerde Kerken Vrijgemaakt (GKV) stonden er lange tijd om bekend dat ze zich als enige ware kerk presenteerden. De ware kerk kenmerkt zich volgens het calvinistische standpunt door een zuivere prediking van het evangelie en een zuiver gebruik van de sacramenten. De katholieke, orthodoxe, anglicaanse, evangelische en lutherse kerken behoren daarom niet tot de ware kerk, al kunnen sommige van hun leden er wel toe behoren. Op zich acht het Nederlandse calvinisme hen echter als gemeenschappen die geen aanspraak op de titel van kerk van Jezus Christus mogen maken.
In de rooms-katholieke traditie is de ware kerk geen verzameling van ware gelovigen, maar heeft zij vooral betrekking op haar zichtbare gestalte op aarde. De ware kerk kenmerkt zich daar door een haar trouw aan de apostoliciteit, de zeven sacramenten, de kerkelijke traditie en de eenheid met de bisschop van Rome. De rooms-katholieke Kerk blijft zich als 'enige apostolische katholieke kerk' beschouwen, hetgeen niet uitsluit dat de tegenwoordigheid van God in de spiritualiteit van andere religies (op onvolmaakte wijze) zichtbaar wordt.